# Rozpraszanie Rayleigha

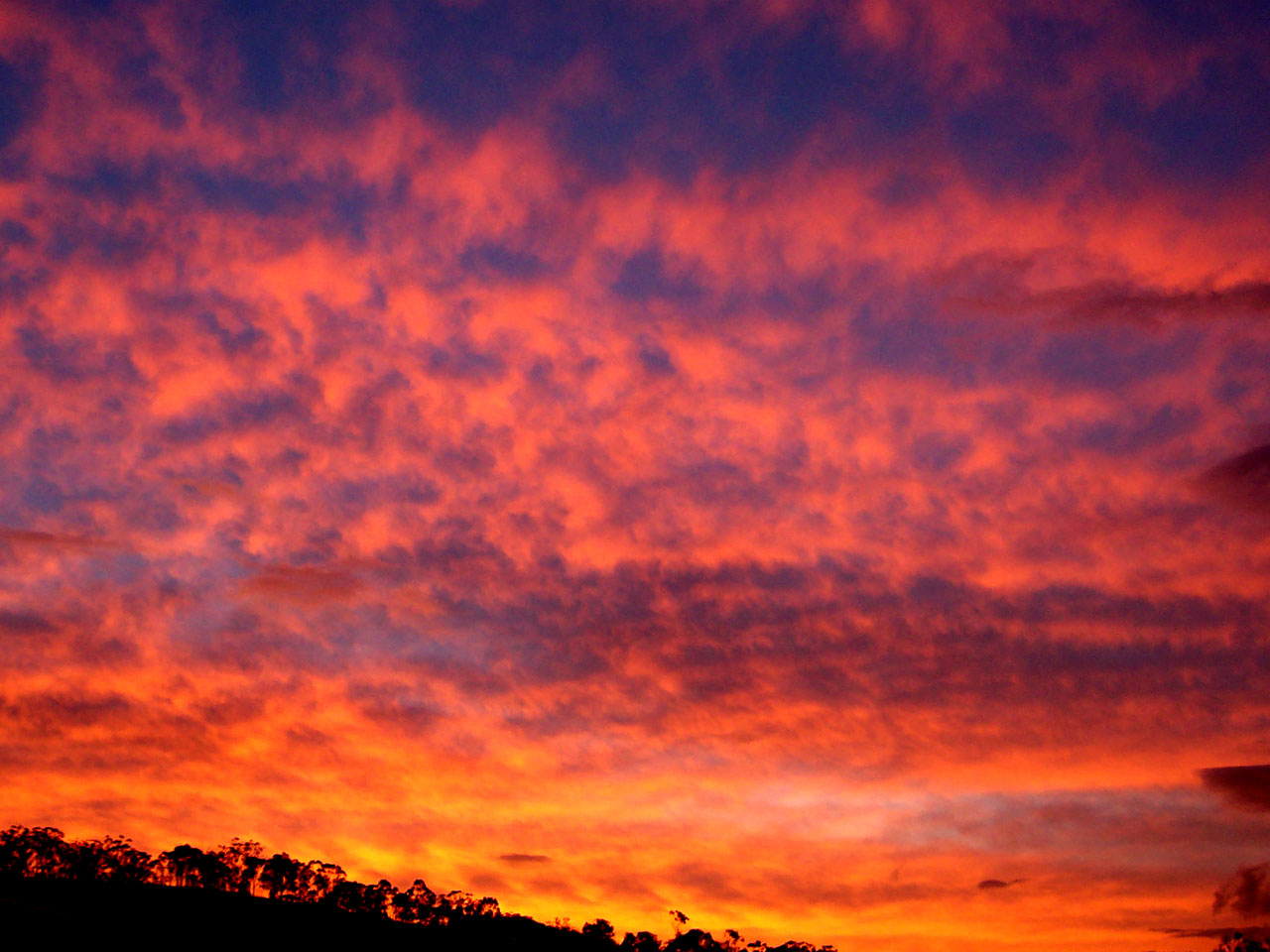
Zachód słońca kolorowany przez rozpraszanie Rayleigha

Rozpraszanie Rayleigha – model rozpraszania fal elektromagnetycznych, opracowany przez Lorda Rayleigha (rozpraszanie światła na cząstkach o rozmiarach mniejszych od długości fali świetlnej).
Występuje przy rozchodzeniu się światła w przejrzystych ciałach stałych i cieczach, ale najbardziej efektownie objawia się w gazach. Rozpraszanie Rayleigha na cząsteczkach atmosfery jest przyczyną błękitnego koloru nieba.

## Rozpraszanie pojedynczej cząstki
Długo sądzono, że za błękitną barwę nieba odpowiedzialne są zanieczyszczenia obecne w powietrzu. Dopiero Rayleigh wykazał, że jest ona związana z rozpraszaniem przez cząsteczki azotu i tlenu. Rayleigh przyjął, zgodnie z założeniami fizyki klasycznej, że rozpraszanie następuje w wyniku pobudzenia do drgań w rozpraszającym ciele cząstki obdarzonej ładunkiem elektrycznym. Drgająca cząstka (zazwyczaj elektron) zachowuje się tak jak dipol (antena dipolowa) wypromieniowując energię pobudzenia jako falę elektromagnetyczną o tej samej częstotliwości jaka ją pobudziła, zależnie od kierunku względem dipola, najwięcej w kierunku prostopadłym do dipola, a wcale w kierunku wzdłuż dipola. Dla dipola znacznie krótszego od długości fali jego promieniowanie jest proporcjonalne do czwartej potęgi jego długości.
Intensywność {\displaystyle I} światła docierającego do obserwatora w wyniku rozproszenia przez jedną małą kulistą cząstkę, dla niespolaryzowanego światła o długości fali {\displaystyle \lambda } i intensywności światła padającego {\displaystyle I_{0}} określa:
{\displaystyle I=I_{0}{\frac {(1+\cos ^{2}\theta )}{2R^{2}}}\left({\frac {2\pi }{\lambda }}\right)^{4}\left({\frac {n^{2}-1}{n^{2}+2}}\right)^{2}\left({\frac {d}{2}}\right)^{6},}
gdzie:
{\displaystyle R} – odległość do cząstki,
{\displaystyle \theta } – kąt rozproszenia,
{\displaystyle n} – współczynnik załamania światła materiału cząstki,
{\displaystyle d} – średnica cząstki.
Ze wzoru tego wynika, że:
- rozproszenie światła zależy silnie od długości fali świetlnej (w 4. potędze),
- światło jest rozpraszane we wszystkich kierunkach,
- występująca zależność od kąta rozproszenia jest niewielka,
- światło rozproszone w przód ma takie samo natężenie jak światło rozproszone wstecz.

## Polaryzacja światła rozproszonego
W powyższym wzorze fragment {\displaystyle 1+\cos ^{2}\theta } wynika z różnego rozproszenia światła o różnych polaryzacjach. Składnik pierwszy (1) określa rozproszenie światła o polaryzacji prostopadłej do płaszczyzny wyznaczonej przez punkty źródło światła – rozpraszająca cząstka – obserwator, określa on że rozpraszanie tej składowej nie zależy od kąta rozproszenia. Składnik {\displaystyle (\cos ^{2}\theta )} określa rozproszenie światła o polaryzacji równoległej do płaszczyzny padania – rozproszenia, składnik ten zależy od kąta rozproszenia i jest równy zero dla kąta prostego. Oznacza, to że światło rozproszone pod kątem prostym jest spolaryzowane liniowo. Zjawisko to odpowiada za częściową polaryzację błękitu nieba.

## Rozpraszanie od wielu cząstek
Intensywność rozpraszania od wielu cząstek we wszystkich kierunkach zależy od rozmiaru cząstek, długości fali światła. W szczególności, w przypadku rozpraszania Rayleigha, współczynnik rozpraszania i natężenie rozpraszanego światła są odwrotnie proporcjonalne do czwartej potęgi długości fali światła (zależność znana jako prawo Rayleigha).
Współczynnik rozpraszania Rayleigha {\displaystyle k_{s}} wyraża się wzorem:
{\displaystyle k_{s}={\frac {2\pi ^{5}}{3}}m\left({\frac {n^{2}-1}{n^{2}+2}}\right)^{2}{\frac {d^{6}}{\lambda ^{4}}},}
gdzie:
{\displaystyle m} – liczba cząstek rozpraszających,
{\displaystyle d} – średnica cząstek,
{\displaystyle n} – współczynnik załamania,
{\displaystyle \lambda } – długość fali.
Silna zależność intensywności rozpraszania od długości fali {\displaystyle (\sim \!\lambda ^{-4})} oznacza, że światło niebieskie jest rozpraszane znacznie silniej niż czerwone. Przy przejściu promienia przez atmosferę będzie to oznaczać, że fotony niebieskie są rozpraszane silniej niż fotony o większej długości fali. W rezultacie rozproszone światło niebieskie dociera do nas ze wszystkich stron nieba, podczas gdy inne długości fal rozchodzą się prosto od Słońca, rozpraszane w znacznie mniejszym stopniu.
Rozpraszanie światła na cząstkach o rozmiarach porównywalnych lub większych od długości fali świetlnej opisuje rozwiązanie Mie.